# Hohenfurch
Hohenfurch é um município da Alemanha, situado no distrito de Weilheim-Schongau, no estado da Baviera. Tem 12,41 km² de área, e sua população em 2019 foi estimada em 1.682 habitantes.